# Menhir von Lugnacco

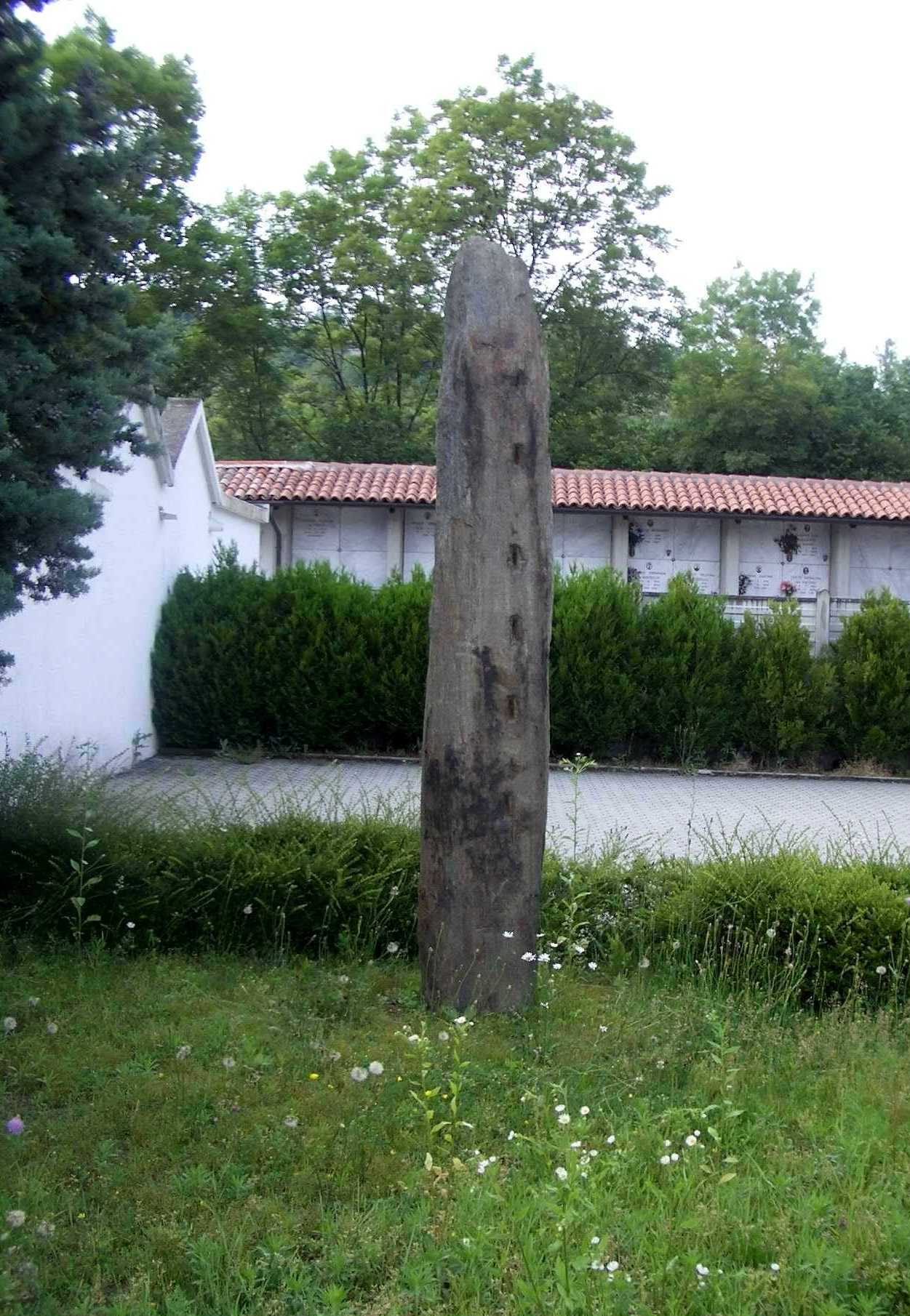

Der 1975 entdeckte Menhir von Lugnacco im Piemont in Italien ist ein irregulärer Pfeiler mit vier- und dreieckigem Querschnitt in seinem breitesten und dicksten Teil. Er wurde in der Nähe des Friedhofs hinter der Apsis der alten Pfarrkirche von Lugnacco platziert und in die Bronzezeit datiert. Seine Form weist auf eine Verbindung zum Phalluskult bzw. zu Fruchtbarkeitsriten.
Die kegelstumpfartige Säule hat an der Basis einen Umfang von etwa 1,2 m, nahe der Spitze beträgt er etwa 1,1 m. Der obere Teil des Menhirs zeigt Ausbrüche. 1,55 m über dem Boden befindet sich die erste von acht regelmäßigen Ausnehmungen, von denen sechs etwa 6,0 × 4,0 cm messen während die anderen beiden kleiner sind. Der Stein ist 384 cm lang, das Material ist ein Granat-Glimmer-Gneis, der Feldspat enthält. Sein errechnetes Gewicht beträgt 1.430 kg.
Nach einer Reihe von Publikationen zur Frage der Echtheit des Fundes geriet er in Vergessenheit, bis in den späten 1980er Jahren in Chivasso ein zweiter Monolith ähnlich dem von Lugnacco entdeckt wurde, der als Bank auf der Piazza d’Armi verwendet wurde. Fast gleichzeitig wurde bei Wartungsarbeiten entlang des Zuflusses des Stausees auf der Dora Baltea bei Mazzè ein dritter Menhir entdeckt.
Entsprechend der lokalen Überlieferung wurden in der Vergangenheit Missetäter an den Menhir von Lugnacco gekettet.
Echte Menhire finden sich in Italien fast nur in Apulien (Menhire von Zollino), im Piemont (Stele von Mazzè) und auf Sardinien (Pranu Muteddu). Daneben gibt es Statuenmenhire in Ligurien, in der Toskana, in Südtirol (Algunder Menhire, Statuenmenhir von Latsch) und auf Sardinien.